# Envigne
Die Envigne ist ein Fluss in Frankreich, der im Département Vienne in der Region Nouvelle-Aquitaine verläuft. Sie entspringt im östlichen Gemeindegebiet von Chouppes, entwässert generell in östlicher Richtung und mündet nach rund 32 Kilometern im Gemeindegebiet von Châtellerault als linker Nebenfluss in die Vienne.

## Orte am Fluss
(Reihenfolge in Fließrichtung)
- Cernay
- Lencloître
- Châtellerault